# Русская канарейка

Пёстрый кенар

Ру́сская канаре́йка — официально зарегистрированная в России порода певчей канарейки. Свидетельство № 44589/10556 в Государственном реестре селекционных достижений (2005). 
В мире существует более 100 пород канареек, выведенных на основе одомашненного канарского канареечного вьюрка (Serinus canaria), из них подавляющее большинство — цветные и декоративные породы. Количество певчих пород — менее 10. По существующему международному положению выведенную певчую породу регистрируют во Всемирной орнитологической конфедерации (en:Confederation Ornitologique Mondiale) (С. О. М.). С момента регистрации порода получает официальное признание после участия в 3 чемпионатах С. О. М. На сегодняшний день в С. О. М.е зарегистрированы три певчих породы канареек: (гарцский роллер), первая певчая порода, выведенная в Германии, ватерслагеры (ватершлегеры, малинуа), наиболее популярная порода, выведенная в Бельгии с использованием в своей основе гарцкого роллера, и тимбрадос, порода полученная в Испании. В последние десятилетия тимбрадос разделилась на несколько самостоятельных пород отличающихся своим пением. 
Пение каждой из певчих пород оценивается на ежегодных конкурсах судьями-экспертами по специальным шкалам, для каждой породы своим. Так, шкала гарцкого роллера имеет максимум в 90 баллов, тимбрадос — в 75 баллов, а шкала ватерслагеров, наиболее подробно описывающая набор колен в песне, имеет максимум в 120 баллов. Русская канарейка овсяночного напева по Всесоюзной оценочной шкале, утверждённой первым Всесоюзным съездом канароводов в декабре 1988 года может получить 80 баллов. После 1988 года в шкалу неоднократно вносились изменения и добавления. Русская канарейка как порода пока не зарегистрирована во Всемирной орнитологической конфедерации.

## История
Впервые канарейка была завезена в Россию из Тироля в XVII веке. В 70-х годах XIX столетия канароводство развивается в селе Полотняный завод Калужской губернии, селе Павлово Нижегородской губернии. Успешно оно пошло в Брянской, Смоленской, Тульской губерниях. Из этих центров русского канароводства птицы поступали на Нижегородскую ярмарку и распространялись по всей стране. Стремясь улучшить песню кенаров (самцов канареек), сделать её более нежной и мелодичной, канароводы Полотняного завода, Павлово и других мест вели систематический отбор наиболее талантливо поющих птиц, применяли различные способы их обучения. В качестве учителей они использовали обыкновенную овсянку, большую синицу, московку, дубровника, лесного жаворонка — юлу, специальные металлические и деревянные дудочки (сопилки), свистки, птичьи органчики. Канарейка великолепно запоминает и воспроизводит сложные музыкальные фразы и мелодии, может даже имитировать человеческую речь в своем голосовом диапазоне.
В России до революции существовали настоящие канареечные центры, где разводили птиц, отличающихся в разных регионах различными песенными «ходами». Канарейки ценились не только по происхождению (тульские, орловские, московские, павловские), но и по особенностям песенного «хода», которому присваивались имена его создателей («рябовский», «шелядовский», «кораблевский», «горемыкинский»).
Канарейки очень неприхотливы, живут и поют по 15 лет, способны размножаться в течение всего года, имеют весёлый характер, могут быть самых различных расцветок, не требуют больших клеток, способны гармонизировать отношения между членами семьи и благотворно влияют на психику человека.
В дореволюционной России клетка с канарейкой была не менее важна в доме, чем иконы в Красном углу. Птичье пение считалось благотворным и очищающим от злых духов средством. Кроме того, канарейки служили лучшим индикатором чистоты воздуха, для чего шахтеры брали птиц в забой. При появлении рудничного газа, не имеющего запаха, канарейка сразу переставала петь и валилась с жердочки. Так же птицы реагируют на угарный газ в доме, если печь неисправна или рано была закрыта заслонка.
В 80-е годы XX века в Россию завезли красных канареек, полученных селекционерами в результате скрещивания канареек с огненным чижом (Carduelis cucullata). Многие канароводы ухватились за них, но оказалось, что красные канарейки практически не берут русский овсяночный напев. Да и голос у них был не таким нежным и высоким, как у русской канарейки.
Конкурсы до революции проводили два раза в год. Пение оценивалось по многим критериям судьями-экспертами. Медаль можно было получить не только за исполнение овсяночного напева, но и научив канарейку воспроизводить мелодию Моцарта или популярную песню. В СССР канареечные конкурсы часто проходили в несколько дней, столько было желающих выставить своих птиц на прослушивание. После распада СССР канароводство пережило период упадка, но постепенно начинает возрождаться в России. Канареечные клубы есть в Астрахани, Краснодаре, Ростове, Павлово, Иваново и других городах. В Москве сейчас действуют 3 клуба, в том числе, Фонд поддержки русской канарейки. Ежегодно проводится не менее трех конкурсов пения.

## Интересные факты
Николай II был большим любителем канареечного пения. Птиц ему поставлял в Санкт-Петербург известнейший разводчик из Павлово-на-Оке И. Н. Горшков, за что был награждён, по рассказам известного московского любителя А. П. Хабарова, лично знавшего Горшкова, иконой Божьей матери.
Конкурсная канарейка стоила не меньше кавалерийской лошади. Московское общество любителей канареек именовалось императорским, а покровительствовал ему Великий Князь Пётр Николаевич.
Русская канарейка — любимица Глинки, Тургенева, Бунина, Шаляпина и многих других выдающихся деятелей русской культуры.
Многие композиторы пытались имитировать птичье пение в своих произведениях, а оперетта «Продавец птиц» Целлера написана по сюжету, в котором канареечный промысел взят за основу.